# Championnat américain de course automobile 1921
Navigation
1920 1922
Le Championnat américain de course automobile 1921 est la quatrième édition du championnat de monoplace nord-américain et s'est déroulé du 27 février au 11 décembre sur 21 épreuves dont 20 comptant pour le classement final. Ce championnat est organisé par l'Association américaine des automobilistes (AAA).

## Calendrier
| no | Date        | Course                   | Circuit                     | Lieu                      | Type  | Pole Position | Vainqueur       |
| -- | ----------- | ------------------------ | --------------------------- | ------------------------- | ----- | ------------- | --------------- |
| 1  | 27 février  | Beverley Hills Heat 1    | Los Angeles Motor Speedway  | Beverly Hills, Californie | Board | —             | Ralph DePalma   |
| 2  | 27 février  | Beverley Hills Heat 2    | Los Angeles Motor Speedway  | Beverly Hills, Californie | Board | —             | Roscoe Sarles   |
| 3  | 27 février  | Beverley Hills Heat 3    | Los Angeles Motor Speedway  | Beverly Hills, Californie | Board | —             | Jimmy Murphy    |
| 4  | 27 février  | Beverley Hills Heat 4    | Los Angeles Motor Speedway  | Beverly Hills, Californie | Board | —             | Tommy Milton    |
| 5  | 27 février  | Beverley Hills Main      | Los Angeles Motor Speedway  | Beverly Hills, Californie | Board | —             | Ralph DePalma   |
| 6  | 10 avril    | Beverley Hills Heat 1    | Los Angeles Motor Speedway  | Beverly Hills, Californie | Board | Tommy Milton  | Ralph DePalma   |
| 7  | 10 avril    | Beverley Hills Heat 2    | Los Angeles Motor Speedway  | Beverly Hills, Californie | Board | —             | Eddie Pullen    |
| 8  | 10 avril    | Beverley Hills Heat 3    | Los Angeles Motor Speedway  | Beverly Hills, Californie | Board | —             | Joe Thomas      |
| 9  | 10 avril    | Beverley Hills Heat 4    | Los Angeles Motor Speedway  | Beverly Hills, Californie | Board | —             | Jimmy Murphy    |
| 10 | 10 avril    | Beverley Hills Main      | Los Angeles Motor Speedway  | Beverly Hills, Californie | Board | —             | Jimmy Murphy    |
| 11 | 30 avril    | Raisin Day Classic       | Fresno Speedway             | Fresno, Californie        | Board | Roscoe Sarles | Joe Thomas      |
| 12 | 30 mai      | 500 miles d'Indianapolis | Indianapolis Motor Speedway | Speedway, Indiana         | Brick | Ralph DePalma | Tommy Milton    |
| 13 | 18 juin     | Universal Trophy         | Uniontown Speedway          | Hopwood, Pennsylvanie     | Board | —             | Roscoe Sarles   |
| 14 | 4 juillet   | Tacoma Montamarathon     | Tacoma Speedway             | Tacoma, Washington        | Board | Tommy Milton  | Tommy Milton    |
| 15 | 14 août     | Cotati Race              | Cotati Speedway             | Santa Rosa, Californie    | Board | —             | Eddie Hearne    |
| 16 | 5 septembre | Autumn Classic           | Uniontown Speedway          | Hopwood, Pennsylvanie     | Board | —             | Isaac Fetterman |
| 17 | 1er octobre | Fresno Race              | Fresno Speedway             | Fresno, Californie        | Board | —             | Earl Cooper     |
| 18 | 23 octobre  | Cotati Race              | Cotati Speedway             | Santa Rosa, Californie    | Board | —             | Roscoe Sarles   |
| 19 | 24 novembre | Beverley Hills Race      | Los Angeles Motor Speedway  | Beverly Hills, Californie | Board | Roscoe Sarles | Eddie Hearne    |
| 20 | 11 décembre | San Carlos Race          | San Francisco Speedway      | San Carlos, Californie    | Board | —             | Jimmy Murphy    |

## Classement
| Pos.     | Pilote        | Voiture                     | Points |
| -------- | ------------- | --------------------------- | ------ |
| Champion | Tommy Milton  | Miller Duesenberg Frontenac | 2230   |
| 2e       | Roscoe Sarles | Duesenberg Miller           | 1980   |
| 3e       | Eddie Hearne  | Duesenberg                  | 1399   |
| 4e       | Jimmy Murphy  | Duesenberg                  | 1215   |
| 5e       | Joe Thomas    | Duesenberg Frontenac        | 715    |

## Courses organisées par l'AAA ne comptant pas pour le championnat
| Date         | Course      | Circuit                    | Lieu               | Type | Pole Position | Vainqueur |
| ------------ | ----------- | -------------------------- | ------------------ | ---- | ------------- | --------- |
| 19 septembre | Syracuse 50 | New York State Fairgrounds | Syracuse, New York | Dirt | —             | Ira Vail  |